# Caspar von Schedelich
Caspar von Schedelich (* im 16. Jahrhundert; † 1570) war Domherr in Münster.

## Leben
Caspar von Schedelich entstammte der westfälischen Burgmännerfamilie Schedelich, die ihren Sitz über sechs Generationen im Rittergut Osthoff hatte, bis sie im Mannesstamm ausstarb. Sein Bruder Serries, der letzte männliche Vertreter der Schedelichs, kam 1604 durch einen tragischen Jagdunfall ums Leben. Sie stellte über lange Zeit die Burgmannen in Hausdülmen.
Caspar war der Sohn des Jaspar von Schedelich zu Osthoff und dessen Gemahlin Katharina von Heiden zu Hagenbeck. Am 14. Oktober 1565 legte er ein Studienzeugnis der Universität Paris vor und erhielt im selben Jahr eine münstersche Dompräbende. Caspar blieb bis 1566 im Besitz der Pfründe.